# Parafia św. Jana Chrzciciela w Dobrej (diecezja opolska)
Parafia św. Jana Chrzciciela w Dobrej – parafia rzymskokatolicka, znajdująca się w diecezji opolskiej, w dekanacie Krapkowice.
Parafię obsługuje proboszcz parafii Nawiedzenia Najświętszej Maryi Panny w Komornikach.

## Historia
Od XIII wieku wioska była zobowiązana do płacenia dziesięcin zakonowi cystersom w Jemielnicy. W 1447 roku parafia została poświadczona w spisie świętopietrza w archiprezbiteracie głogóweckim. Obecny kościół wybudowano w 1867 r. Samodzielną kurację utworzono 27 września 1920 r. przez odłączenie od parafii Krapkowice.